# پیوت پوینت (تحلیل تکنیکال)

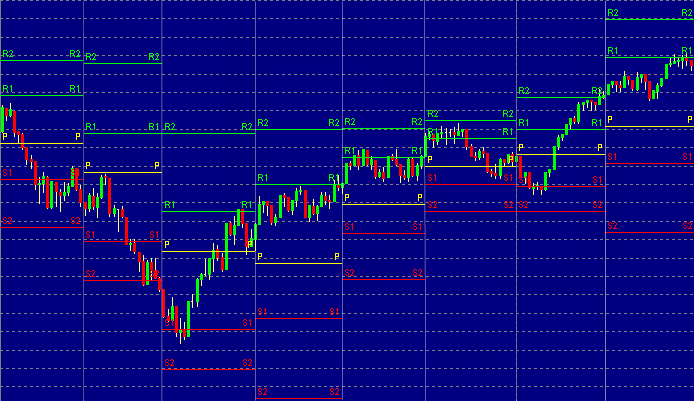
نمودار ماهانه پیوت پوینت‌های شاخص میانگین صنعتی داو جونز برای هشت ماه نخست سال ۲۰۰۹، مجموعه‌ای از سطوح مقاومت اول و دوم (به رنگ سبز) و حمایت اول و دوم (به رنگ قرمز) را نمایش می‌دهد. سطوح نقاط محوری با رنگ زرد مشخص شده‌اند. معامله در زیر نقطه محوری ــ به‌ویژه در ابتدای دوره معاملاتی ــ معمولاً تمایلات نزولی در بازار ایجاد کرده و اغلب منجر به کاهش بیشتر قیمت می‌شود؛ در مقابل، معامله بالاتر از این سطح می‌تواند نشان‌دهنده تداوم روند صعودی قیمت برای مدتی باشد.

در بازارهای مالی، نقطه محوری یا پیوت پوینت (به انگلیسی: pivot point) سطحی قیمتی است که معامله‌گران از آن به‌عنوان شاخصی احتمالی برای پیش‌بینی حرکت بازار استفاده می‌کنند. این نقطه بر اساس میانگین سه قیمت مهم ــ بالاترین قیمت، پایین‌ترین قیمت و قیمت بسته شدن معامله ــ در دوره معاملاتی پیشین محاسبه می‌شود. چنانچه بازار در دوره بعدی بالاتر از نقطه محوری معامله گردد، معمولاً به‌عنوان نشانه‌ای از روند صعودی تفسیر می‌شود؛ در مقابل، معاملات پایین‌تر از این سطح به‌منزله روند نزولی ارزیابی می‌گردد.
یک نقطه محوری و سطوح حمایت و مقاومت مرتبط با آن، غالباً به‌عنوان نقاط عطف در تعیین جهت حرکت قیمت در بازار عمل می‌کنند. در بازارهای دارای روند صعودی، نقطه محوری و سطوح مقاومت می‌توانند نشان‌دهنده سقفی در قیمت باشند که فراتر از آن، روند صعودی پایدار نمانده و احتمال وقوع بازگشت وجود دارد. در مقابل، در بازارهای نزولی، نقطه محوری و سطوح حمایت ممکن است بیانگر کف قیمتی پایدار یا مانعی در برابر کاهش بیشتر قیمت باشند.